# Berg, Saint Gallen
Berg este o comună situată în partea de nord-est a Elveției, în Cantonul St. Gallen.